# RS TV
RS TV S.A. – operator telekomunikacyjny świadczący usługi w zakresie radiofuzji, wpisany do rejestru przedsiębiorców telekomunikacyjnych prowadzonego przez Prezesa UKE (poz. 57).
RS TV posiada 35 obiektów nadawczych zlokalizowanych na terenie całego kraju. Współpracuje także z innymi podmiotami posiadającymi infrastrukturę nadawczą. Stacje nadawcze wyposażone są w profesjonalny sprzęt przeznaczony do emisji sygnału telewizyjnego i radiowego, a także GSM. Z usług RS TV korzystają między innymi telewizja: Polsat, TV4, TVP, TV Odra i TV Puls; radio: Polskie Radio, RMF FM, RMF Classic, Radio Zet, Radio Plus, Radio Maryja, Radio Rekord i Radio Niepokalanów oraz Emitel, Aero2, PTK Centertel, PTC, Polkomtel, Metro BIP, Netia, Elterix, MNI S.A., Uni Net, GTS Energis Polska.
28 marca 2013 spółka Emitel podpisała z Grupą Polsat warunkową umowę kupna spółki RS TV z siedzibą w Radomiu. Transakcja ma wartość 45,5 mln zł. Jednym z warunków sfinalizowania transakcji jest rejestracja przez sąd podziału spółki RS TV. Emitel nabędzie w ramach RS TV tę część aktywów, która jest wykorzystywana do emisji cyfrowego sygnału telewizyjnego, a także emisji radiowych i usług telekomunikacyjnych. Aktywa te w 2011 roku wygenerowały 4,6 mln zł przychodów, a w 2012 roku 10,3 mln zł przychodów. Ze względu na poziom obrotów sprzedawanej części RS TV, transakcja nie podlega obowiązkowi zgłoszenia prezesowi UOKiK.

## Stacje RS TV
- Bartniki – ul. Parkowa

Współrzędne geograficzne: 20E14’02” 52N00’58”

Wysokość posadowienia masztu: 108 m n.p.m.

Wysokość obiektu: 135 m n.p.t.

Wysokość zawieszenia systemów antenowych: Radio: 120, 135, TV: 132 m n.p.t.
Programy telewizji analogowej zostały wyłączone 20 maja 2013.
| LP | Program | Właściciel                | Częstotliwość | Kanał | Moc  |
| -- | ------- | ------------------------- | ------------- | ----- | ---- |
| 1  | Polsat  | Telewizja Polsat S.A.     | 599,25 MHz    | 37    | 1 kW |
| 2  | TV Puls | Telewizja Puls Sp. z o.o. | 719,25 MHz    | 52    | 2 kW |

| LP | Program            | Właściciel                                            | Częstotliwość | Moc  |
| -- | ------------------ | ----------------------------------------------------- | ------------- | ---- |
| 1  | Radio Niepokalanów | Prowincja Zakonu Braci Mniejszych Konwentualnych      | 102,7 MHz     | 1 kW |
| 2  | Radio Maryja       | Prowincja Warszawska Zgromadzenia O.O. Redemptorystów | 95,4 MHz      | 5 kW |

- Biała Podlaska – ul. Terebelska 57-65 (budynek Wojewódzkiego Szpitala Specjalistycznego)

Współrzędne geograficzne: 23E06’52” 52N02’47”

Wysokość posadowienia podpory anteny: 150 m n.p.m.

Wysokość obiektu: 33 m n.p.t.

Wysokość zawieszenia systemów antenowych: TV: 33 m n.p.t.
Programy telewizji analogowej zostały wyłączone 17 czerwca 2013 roku.
| LP | Program | Właściciel            | Częstotliwość | Kanał | Moc  |
| -- | ------- | --------------------- | ------------- | ----- | ---- |
| 1  | Polsat  | Telewizja Polsat S.A. | 599,25 MHz    | 32    | 1 kW |

- Białystok – ul. Słonimska 1 (budynek Urzędu Miasta)

Współrzędne geograficzne: 23E10’27” 53N08’03”

Wysokość posadowienia podpory anteny: 136 m n.p.m.

Wysokość obiektu: 69 m n.p.t.

Wysokość zawieszenia systemów antenowych: TV: 69 m n.p.t.
Programy telewizji analogowej zostały wyłączone 17 czerwca 2013 roku.
| LP | Program | Właściciel            | Częstotliwość | Kanał | Moc  |
| -- | ------- | --------------------- | ------------- | ----- | ---- |
| 1  | Polsat  | Telewizja Polsat S.A. | 783,25 MHz    | 60    | 1 kW |
| 2  | TV4     | Polskie Media S.A.    | 727,25 MHz    | 53    | 1 kW |

- Chełm – ul. Armii Krajowej 50 (Hotel Kamena)

Współrzędne geograficzne: 23E28’06” 51N08’09”

Wysokość posadowienia podpory anteny: 185 m n.p.m.

Wysokość obiektu: 40 m n.p.t.

Wysokość zawieszenia systemów antenowych: TV: 40 m n.p.t.
Programy telewizji analogowej zostały wyłączone 17 czerwca 2013 roku.
| LP | Program | Właściciel            | Częstotliwość | Kanał | Moc  |
| -- | ------- | --------------------- | ------------- | ----- | ---- |
| 1  | Polsat  | Telewizja Polsat S.A. | 471,25 MHz    | 21    | 1 kW |
| 2  | TV4     | Polskie Media S.A.    | 567,25 MHz    | 33    | 1 kW |

- Ciechanów – ul. Monte Cassino

Współrzędne geograficzne: 20E34'48" 52N52'19"

Wysokość posadowienia podpory anteny: 151 m n.p.m.

Wysokość obiektu: 107 m n.p.t.

Wysokość zawieszenia systemów antenowych: Radio: 84, 107, TV: 96, 100 m n.p.t.
Programy telewizji analogowej zostały wyłączone 17 czerwca 2013 roku.
| LP | Program               | Właściciel            | Częstotliwość | Kanał | Moc  |
| -- | --------------------- | --------------------- | ------------- | ----- | ---- |
| 1  | Polsat                | Telewizja Polsat S.A. | 719,25 MHz    | 52    | 1 kW |
| 2  | TVP1                  | Telewizja Polska S.A. | 759,25 MHz    | 57    | 1 kW |
| 3  | TVP2                  | Telewizja Polska S.A. | 775,25 MHz    | 59    | 1 kW |
| 4  | TVP Info/TVP Warszawa | Telewizja Polska S.A. | 639,25 MHz    | 42    | 1 kW |

| Skład multipleksu                                                                              | Częstotliwość | Kanał | Moc promieniowania nadajnika | Polaryzacja | Kompresja wizji |
| ---------------------------------------------------------------------------------------------- | ------------- | ----- | ---------------------------- | ----------- | --------------- |
| MUX 1 - Eska TV - TTV - Polo TV - ATM Rozrywka - TV Trwam - Stopklatka TV - Fokus TV - TVP ABC | 506 MHz       | 25    | 5 kW                         | pozioma     | MPEG-4 AVC      |

- Elbląg – ul. Królewiecka 195

Współrzędne geograficzne: 19E25’43” 54N10’52”

Wysokość posadowienia podpory anteny: 39 m n.p.m.

Wysokość obiektu: 39 m n.p.t.

Wysokość zawieszenia systemów antenowych: TV: 38 m n.p.t.
Programy telewizji analogowej zostały wyłączone 19 marca 2013 roku.
| LP | Program | Właściciel            | Częstotliwość | Kanał | Moc |
| -- | ------- | --------------------- | ------------- | ----- | --- |
| 1  | Polsat  | Telewizja Polsat S.A. | 487,25 MHz    | 23    |     |

- Gdańsk – ul. Heweliusza 11 (budynek Navimor)

Współrzędne geograficzne: 18N39’01” 54N21’23”

Wysokość posadowienia podpory anteny: 8 m n.p.m.

Wysokość obiektu: 85 m n.p.t.

Wysokość zawieszenia systemów antenowych: TV: 85 m n.p.t.
Programy telewizji analogowej zostały wyłączone 28 listopada 2012 roku.
| LP | Program | Właściciel            | Częstotliwość | Kanał | Moc  |
| -- | ------- | --------------------- | ------------- | ----- | ---- |
| 1  | Polsat  | Telewizja Polsat S.A. | 543,25 MHz    | 30    | 1 kW |
| 2  | TV4     | Polskie Media S.A.    | 479,25 MHz    | 22    | 1 kW |

- Głogów – ul. Końcowa 10 (komin EC Widziszów)

Współrzędne geograficzne: 16N07’24” 51N39’42”

Wysokość posadowienia podpory anteny: 74 m n.p.m.

Wysokość obiektu: 279 m n.p.t.

Wysokość zawieszenia systemów antenowych: TV: 200, 208 m n.p.t.
Programy telewizji analogowej zostały wyłączone 22 kwietnia 2013 roku.
| LP | Program | Właściciel     | Częstotliwość | Kanał | Moc  |
| -- | ------- | -------------- | ------------- | ----- | ---- |
| 1  | TV Odra | Telewizja Odra | 751,25 MHz    | 56    | 1 kW |

| Skład multipleksu                                                                       | Częstotliwość | Kanał | Moc promieniowania nadajnika | Polaryzacja | Kompresja wizji |
| --------------------------------------------------------------------------------------- | ------------- | ----- | ---------------------------- | ----------- | --------------- |
| MUX 3 - TVP1 HD - TVP2 HD - TVP3 - TVP Kultura - TVP Historia - TVP Rozrywka - TVP Info | 698 MHz       | 49    | ? kW                         | pozioma     | MPEG-4 AVC      |

- Gorlice – ul. Chopina 33 (komin EC Glinki)

Współrzędne geograficzne: 21E11’00” 49N40’40”

Wysokość posadowienia podpory anteny: 278 m n.p.m.

Wysokość obiektu: 151 m n.p.t.

Wysokość zawieszenia systemów antenowych: Radio: 110, 147, TV: 142 m n.p.t.
Programy telewizji analogowej zostały wyłączone 22 kwietnia 2013.
| LP | Program | Właściciel                | Częstotliwość  | Kanał | Moc  |
| -- | ------- | ------------------------- | -------------- | ----- | ---- |
| 1  | TV Puls | Telewizja Puls Sp. z o.o. | 591,25, 25 MHz | 36    | 4 kW |

- Gorzów Wielkopolski – ul. Jagiellończyka 8 (budynek Urzędu Wojewódzkiego)

Współrzędne geograficzne: 15E13’57” 52N44’22”

Wysokość posadowienia podpory anteny: 31 m n.p.m.

Wysokość obiektu: 100 m n.p.t.

Wysokość zawieszenia systemów antenowych: Radio: 97, TV: 73 m n.p.t.
Programy telewizji analogowej zostały wyłączone 7 listopada 2012 roku.
| LP | Program | Właściciel     | Częstotliwość | Kanał | Moc  |
| -- | ------- | -------------- | ------------- | ----- | ---- |
| 1  | TV Odra | Telewizja Odra | 623,25 MHz    | 40    | 1 kW |

- Gorzów Wielkopolski – ul. Podmiejska 23

Współrzędne geograficzne: 15E16’41” 52N44’17”

Wysokość posadowienia podpory anteny: 67 m n.p.m.
- Góra Jawor koło Soliny

Współrzędne geograficzne: 22E29’40” 49N23’02”

Wysokość posadowienia podpory anteny: 741 m n.p.m.

Wysokość obiektu: 98 m n.p.t.

Wysokość zawieszenia systemów antenowych: Radio: 70, TV: 90 m n.p.t.
Programy telewizji analogowej zostały wyłączone 17 czerwca 2013 roku.
| LP | Program | Właściciel            | Częstotliwość | Kanał | Moc   |
| -- | ------- | --------------------- | ------------- | ----- | ----- |
| 1  | Polsat  | Telewizja Polsat S.A. | 767,25 MHz    | 58    | 50 kW |
| 2  | TVP1    | Telewizja Polska S.A. | 583,25 MHz    | 35    | 50 kW |
| 3  | TVP2    | Telewizja Polska S.A. | 7195,25 MHz   | 52    | 50 kW |

| LP | Program   | Właściciel         | Częstotliwość | Moc   |
| -- | --------- | ------------------ | ------------- | ----- |
| 1  | PR1       | Polskie Radio S.A. | 90,7 MHz      | 30 kW |
| 2  | PR3       | Polskie Radio S.A. | 96,3 MHz      | 30 kW |
| 3  | Radio RMF | Grupa RMF          | 101,1 MHz     | 30 kW |
| 4  | Radio Zet | Eurozet            | 103,1 MHz     | 30 kW |

| Skład multipleksu                                                                              | Częstotliwość | Kanał | Moc promieniowania nadajnika | Polaryzacja | Kompresja wizji |
| ---------------------------------------------------------------------------------------------- | ------------- | ----- | ---------------------------- | ----------- | --------------- |
| MUX 1 - Eska TV - TTV - Polo TV - ATM Rozrywka - TV Trwam - Stopklatka TV - Fokus TV - TVP ABC | 786 MHz       | 60    | 20 kW                        | pozioma     | MPEG-4 AVC      |
| MUX 2 - Polsat - TVN - TV4 - TV Puls - TVN 7 - TV Puls 2 - TV6 - Polsat Sport News             | 409 MHz       | 32    | 20 kW                        | pozioma     | MPEG-4 AVC      |

- Hajnówka – ul. 3 Maja 51 (ciepłownia Rindipol)

Współrzędne geograficzne: 23E35’00” 52N45’00”

Wysokość posadowienia podpory anteny: 167 m n.p.m.

Wysokość obiektu: 28 m n.p.t.

Wysokość zawieszenia systemów antenowych: TV: 28 m n.p.t.
Programy telewizji analogowej zostały wyłączone 17 czerwca 2013 roku.
| LP | Program | Właściciel            | Częstotliwość | Kanał | Moc    |
| -- | ------- | --------------------- | ------------- | ----- | ------ |
| 1  | Polsat  | Telewizja Polsat S.A. | 535,25 MHz    | 29    | 0,5 kW |

- Jelenia Góra – ul. Wzgórze Kościuszki 6

Współrzędne geograficzne: 15E44’26” 50N53’46”

Wysokość posadowienia podpory anteny: 370 m n.p.m.

Wysokość obiektu: 42 m n.p.t.

Wysokość zawieszenia systemów antenowych: Radio: 39, TV: 42 m n.p.t.
Programy telewizji analogowej zostaną wyłączone 23 lipca 2013 roku.
| LP | Program | Właściciel            | Częstotliwość | Kanał | Moc  |
| -- | ------- | --------------------- | ------------- | ----- | ---- |
| 1  | Polsat  | Telewizja Polsat S.A. | 759,25 MHz    | 57    | 1 kW |
| 2  | TV Odra | Telewizja Odra        | 647,25 MHz    | 43    | 1 kW |

| LP | Program    | Właściciel         | Częstotliwość | Moc    |
| -- | ---------- | ------------------ | ------------- | ------ |
| 1  | Radio Eska | Grupa Radiowa Time | 104,90 MHz    | 0,1 kW |

- Kartuzy – ul. Hallera 1 (Budynek Urzędu Miasta)

Współrzędne geograficzne: 18E12’09” 54N20’10”

Wysokość posadowienia podpory anteny: 214 m n.p.m.

Wysokość obiektu: 30 m n.p.t.

Wysokość zawieszenia systemów antenowych: TV: 30 m n.p.t.
Programy telewizji analogowej zostały wyłączone 28 listopada 2012.
| LP | Program | Właściciel            | Częstotliwość | Kanał | Moc     |
| -- | ------- | --------------------- | ------------- | ----- | ------- |
| 1  | Polsat  | Telewizja Polsat S.A. | 183,25 MHz    | 7     | 0,01 kW |

- Kielce – ul. Hubalczyków 30 (komin EC)

Współrzędne geograficzne: 20E37’05” 50N53’54”

Wysokość posadowienia podpory anteny: 280 m n.p.m.

Wysokość obiektu: 213 m n.p.t.

Wysokość zawieszenia systemów antenowych: Radio: 187, 188, 200, 208, 215, TV: 200, 205, 213 m n.p.t.
Programy telewizji analogowej zostały wyłączone 17 czerwca 2013.
| LP | Program | Właściciel            | Częstotliwość | Kanał | Moc  |
| -- | ------- | --------------------- | ------------- | ----- | ---- |
| 1  | Polsat  | Telewizja Polsat S.A. | 479,25 MHz    | 22    | 3 kW |
| 2  | TV4     | Polskie Media S.A.    | 751,25 MHz    | 56    | 3 kW |

| LP | Program   | Właściciel        | Częstotliwość | Moc    |
| -- | --------- | ----------------- | ------------- | ------ |
| 1  | Radio PiN | Radio PiN S.A.    | 92,90 MHz     | 0,1 kW |
| 2  | RMF Maxxx | Region Sp. z o.o. | 98,00 MHz     | 0,1 kW |

| Skład multipleksu | Częstotliwość | Kanał | Moc promieniowania nadajnika | Polaryzacja | Kompresja wizji |
| --- | ------------- | ----- | ---------------------------- | ----------- | --------------- |
| MUX 4 - TVP1 (FTA) - TVP2 (FTA) - Polsat (FTA) - TVN (FTA) - TV4 (FTA) - TV Puls (FTA) - Polsat News - TVP Seriale - Polsat Sport - Polsat Film - Comedy Central - Nickelodeon - Kino Polska - Polsat Sport Extra - Polsat News - Comedy Central Family - Polsat Café - Polsat Play - TVN Style - Muzo.fm - Polskie Radio - RMF FM - RMF Maxxx - Radio PiN - Radio Zet - Antyradio - Radio Plus - Radio Złote Przeboje - Tok FM - Radio Roxy - Radio Eska Rock - Radio Bajka | 658 MHz       | 44    | 5 kW                         | pozioma     | MPEG-4          |

- Kołobrzeg – ul. Droga 163

Współrzędne geograficzne: 15E38’20” 54N09’00”

Wysokość posadowienia podpory anteny: 28 m n.p.m.

Wysokość obiektu: 100 m n.p.t.

Wysokość zawieszenia systemów antenowych: Radio: 48, 106, TV: 95 m n.p.t.
Programy telewizji analogowej zostały wyłączone 20 maja 2013.
| LP | Program | Właściciel            | Częstotliwość | Kanał | Moc  |
| -- | ------- | --------------------- | ------------- | ----- | ---- |
| 1  | Polsat  | Telewizja Polsat S.A. | 735,25 MHz    | 54    | 1 kW |

| LP | Program          | Właściciel                 | Częstotliwość | Moc    |
| -- | ---------------- | -------------------------- | ------------- | ------ |
| 1  | Polskie Radio 24 | Polskie Radio S.A.         | 87,90 MHz     | 0,5 kW |
| 2  | Radio Kołobrzeg  | Radio Kołobrzeg Sp. z o.o. | 90,20 MHz     | 1 kW   |

- Koszalin – ul. Zwycięstwa 137-139

Współrzędne geograficzne: 16E11’56” 54N11’28”

Wysokość posadowienia podpory anteny: 39 m n.p.m.

Wysokość obiektu: 60 m n.p.t.
- Krosno – ul. Bieszczadzka 5 (budynek ZUS)

Współrzędne geograficzne: 21E45’37” 49N41’34”

Wysokość posadowienia podpory anteny: 283 m n.p.m.

Wysokość obiektu: 45 m n.p.t.

Wysokość zawieszenia systemów antenowych: TV: 45 m n.p.t.
Programy telewizji analogowej zostały wyłączone 19 marca 2013.
| LP | Program | Właściciel            | Częstotliwość | Kanał | Moc  |
| -- | ------- | --------------------- | ------------- | ----- | ---- |
| 1  | Polsat  | Telewizja Polsat S.A. | 711,25 MHz    | 51    | 1 kW |

- Legnica – ul. Skarbowa 2 (Hotel Qubus)

Współrzędne geograficzne: 16E10'00" 51N12'43"

Wysokość posadowienia podpory anteny: 120 m n.p.m.

Wysokość obiektu: 50 m n.p.t.

Wysokość zawieszenia systemów antenowych: TV: 50 m n.p.t.
Programy telewizji analogowej zostały wyłączone 22 kwietnia 2013.
| LP | Program | Właściciel     | Częstotliwość | Kanał | Moc  |
| -- | ------- | -------------- | ------------- | ----- | ---- |
| 1  | TV Odra | Telewizja Odra | 759,25 MHz    | 57    | 1 kW |

- Leszno – Lasocice 117 (elewator)

Współrzędne geograficzne: 16E30’25” 51N49’17”

Wysokość posadowienia podpory anteny: 88 m n.p.m.

Wysokość obiektu: 53 m n.p.t.

Wysokość zawieszenia systemów antenowych: TV: 53 m n.p.t.
Programy telewizji analogowej zostały wyłączone 28 listopada 2012.
| LP | Program | Właściciel         | Częstotliwość | Kanał | Moc  |
| -- | ------- | ------------------ | ------------- | ----- | ---- |
| 1  | TV4     | Polskie Media S.A. | 759,25 MHz    | 57    | 1 kW |

- Lubin – ul. Przemysłowa 2 (komin MPEC Termal)

Współrzędne geograficzne: 16E10’58” 51N22’32”

Wysokość posadowienia podpory anteny: 134 m n.p.m.

Wysokość zawieszenia systemów antenowych: TV: 200 m n.p.t.
Programy telewizji analogowej zostały wyłączone 22 kwietnia 2013.
| LP | Program | Właściciel     | Częstotliwość | Kanał | Moc  |
| -- | ------- | -------------- | ------------- | ----- | ---- |
| 1  | TV Odra | Telewizja Odra | 479,25 MHz    | 22    | 1 kW |

- Łódź – ul. Andrzejewskiej 5 (komin EC-4)

Współrzędne geograficzne: 19E32’10” 51N44’45”

Wysokość posadowienia podpory anteny: 223 m n.p.m.

Wysokość obiektu: 260 m n.p.t.

Wysokość zawieszenia systemów antenowych: Radio: 190, 222, 240, 245, TV: 169, 220, 260 m n.p.t.
Programy telewizji analogowej zostały wyłączone 20 maja 2013 r.
| LP | Program                                | Właściciel                | Częstotliwość | Kanał | Moc    |
| -- | -------------------------------------- | ------------------------- | ------------- | ----- | ------ |
| 1  | Polsat                                 | Telewizja Polsat S.A.     | 695,25 MHz    | 49    | 100 kW |
| 2  | TVP2                                   | Telewizja Polska S.A.     | 559,25 MHz    | 32    | 200 kW |
| 3  | TVP Info/TVP Łódź, wcześniej TVP3 Łódź | Telewizja Polska S.A.     | 647,25 MHz    | 43    | 50 kW  |
| 4  | TV4                                    | Polskie Media S.A.        | 751,25 MHz    | 56    | 10 kW  |
| 5  | TV Puls                                | Telewizja Puls Sp. z o.o. | 775,25 MHz    | 59    | 2 kW   |

| Skład multipleksu | Częstotliwość | Kanał | Moc promieniowania nadajnika | Polaryzacja | Kompresja wizji |
| --- | ------------- | ----- | ---------------------------- | ----------- | --------------- |
| MUX 1 - Eska TV - TTV - Polo TV - ATM Rozrywka - TV Trwam - Stopklatka TV - Fokus TV - TVP ABC | 674 MHz       | 46    | 100 kW                       | pozioma     | MPEG-4 AVC      |
| MUX 2 - Polsat - TVN - TV4 - TV Puls - TVN 7 - TV Puls 2 - TV6 - Polsat Sport News | 498 MHz       | 24    | 100 kW                       | pozioma     | MPEG-4 AVC      |
| MUX 3 - TVP1 HD - TVP2 HD - TVP3 - TVP Kultura - TVP Historia - TVP Rozrywka - TVP Info | 650 MHz       | 43    | 170 kW                       | pozioma     | MPEG-4 AVC      |
| MUX 4 - TVP1 (FTA) - TVP2 (FTA) - Polsat (FTA) - TVN (FTA) - TV4 (FTA) - TV Puls (FTA) - Polsat News - TVP Seriale - Polsat Sport - Polsat Film - Comedy Central - Nickelodeon - Kino Polska - Polsat Sport Extra - Polsat News - Comedy Central Family - Polsat Café - Polsat Play - TVN Style - Muzo.fm - Polskie Radio - RMF FM - RMF Maxxx - Radio PiN - Radio Zet - Antyradio - Radio Plus - Radio Złote Przeboje - Tok FM - Radio Roxy - Eska Rock - Radio Bajka | 626 MHz       | 40    | 5 kW                         | pozioma     | MPEG-4          |

- Łódź – ul. Piłsudskiego 7

Współrzędne geograficzne: 19E27'38" 51N45'31"

Wysokość posadowienia podpory anteny: 208 m n.p.m.

Wysokość obiektu: 78 m n.p.t.

Wysokość zawieszenia systemów antenowych: Radio: 83 m n.p.t.
| LP | Program     | Właściciel          | Częstotliwość | Moc    |
| -- | ----------- | ------------------- | ------------- | ------ |
| 1  | Radio PiN   | Radio PiN S.A.      | 102,30 MHz    | 0,1 kW |
| 2  | RMF Classic | Opera FM Sp. z o.o. | 103,70 MHz    | 0,2 kW |

- Olsztyn – ul. Kruka 39

Współrzędne geograficzne: 20E29'08" 53N46'47"

Wysokość posadowienia podpory anteny: 130 m n.p.m.

Wysokość obiektu: 45 m n.p.t.

Wysokość zawieszenia systemów antenowych: Radio: 45 m n.p.t.
| LP | Program   | Właściciel     | Częstotliwość | Moc    |
| -- | --------- | -------------- | ------------- | ------ |
| 1  | Radio PiN | Radio PiN S.A. | 92,40 MHz     | 0,5 kW |

- Opole – ul. Wschodnia 23 (komin byłych Zakładów Mięsnych „Peters”)

Współrzędne geograficzne: 17E58’49” 50N39’47”

Wysokość posadowienia podpory anteny: 169 m n.p.m.

Wysokość obiektu: 110 m n.p.t.

Wysokość zawieszenia systemów antenowych: Radio: 97, 120, TV: 98 m n.p.t.
Programy telewizji analogowej zostały wyłączone 22 kwietnia 2013.
| LP | Program | Właściciel                | Częstotliwość | Kanał | Moc    |
| -- | ------- | ------------------------- | ------------- | ----- | ------ |
| 1  | TV Odra | Telewizja Odra            | 543,25 MHz    | 30    | 0,2 kW |
| 2  | TV Puls | Telewizja Puls Sp. z o.o. | 679,25 MHz    | 47    | 1 kW   |

| Skład multipleksu | Częstotliwość | Kanał | Moc promieniowania nadajnika | Polaryzacja | Kompresja wizji |
| --- | ------------- | ----- | ---------------------------- | ----------- | --------------- |
| MUX 4 - TVP1 (FTA) - TVP2 (FTA) - Polsat (FTA) - TVN (FTA) - TV4 (FTA) - TV Puls (FTA) - Polsat News - TVP Seriale - Polsat Sport - Polsat Film - Comedy Central - Nickelodeon - Kino Polska - Polsat Sport Extra - Polsat News - Comedy Central Family - Polsat Café - Polsat Play - TVN Style - Muzo.fm - Polskie Radio - RMF FM - RMF Maxxx - Radio PiN - Radio Zet - Antyradio - Radio Plus - Radio Złote Przeboje - Tok FM - Radio Roxy - Eska Rock - Radio Bajka | 610 MHz       | 38    | 2,5 kW                       | pozioma     | MPEG-4          |

- Piła – ul. Masztowa

Współrzędne geograficzne: 16E44’50” 53N07’33”

Wysokość posadowienia podpory anteny: 72 m n.p.m.

Wysokość obiektu: 90 m n.p.t.

Wysokość zawieszenia systemów antenowych: Radio: 68, 95, TV: 70, 90 m n.p.t.
Programy telewizji analogowej zostały wyłączone 20 maja 2013.
| LP | Program | Właściciel            | Częstotliwość | Kanał | Moc    |
| -- | ------- | --------------------- | ------------- | ----- | ------ |
| 1  | Polsat  | Telewizja Polsat S.A. | 759,25 MHz    | 57    | 1 kW   |
| 2  | TVN     | TVN S.A.              | 511,25 MHz    | 26    | 1,3 kW |

| LP | Program | Właściciel         | Częstotliwość | Moc   |
| -- | ------- | ------------------ | ------------- | ----- |
| 1  | PR2     | Polskie Radio S.A. | 102,50 MHz    | 10 kW |

- Piotrków Trybunalski – ul. Słowackiego 13 (wieża ciśnień)

Współrzędne geograficzne: 19E41’16” 51N24’55”

Wysokość posadowienia podpory anteny: 201 m n.p.m.

Wysokość obiektu: 33 m n.p.t.

Wysokość zawieszenia systemów antenowych: TV: 33 m n.p.t.
Programy telewizji analogowej zostały wyłączone 20 maja 2013.
| LP | Program | Właściciel            | Częstotliwość | Kanał | Moc  |
| -- | ------- | --------------------- | ------------- | ----- | ---- |
| 1  | Polsat  | Telewizja Polsat S.A. | 727,25 MHz    | 53    | 1 kW |

- Płock – ul. Dobrzyńska 5 (Dom Studencki „Wcześniak”)

Współrzędne geograficzne: 19E40’29” 52N33’03”

Wysokość posadowienia podpory anteny: 98 m n.p.m.

Wysokość zawieszenia systemów antenowych: TV: 55 m n.p.t.
Programy telewizji analogowej zostały wyłączone 17 czerwca 2013.
| LP | Program | Właściciel            | Częstotliwość | Kanał | Moc  |
| -- | ------- | --------------------- | ------------- | ----- | ---- |
| 1  | Polsat  | Telewizja Polsat S.A. | 471,25 MHz    | 21    | 1 kW |

- Poznań – Karolin – ul. Gdyńska 54 (komin EC Karolin)

Współrzędne geograficzne: 16E59'30" 52N26'10"

Wysokość posadowienia podpory anteny: 78 m n.p.m.

Wysokość obiektu: 200 m n.p.t.
Wysokość zawieszenia systemów antenowych: Radio: 156, 166, 180, 181 m n.p.t.
| LP | Program     | Właściciel          | Częstotliwość | Moc    |
| -- | ----------- | ------------------- | ------------- | ------ |
| 1  | Radio PiN   | Radio PiN S.A.      | 93,90 MHz     | 0,2 kW |
| 2  | RMF Classic | Opera FM Sp. z o.o. | 103,90 MHz    | 0,5 kW |

- Radom – ul. Żelazna 18 (komin Ciepłowni Miejskiej Południe)

Współrzędne geograficzne: 21E06’33” 51N21’20”

Wysokość posadowienia podpory anteny: 197 m n.p.m.

Wysokość obiektu: 120 m n.p.t.
Wysokość zawieszenia systemów antenowych: Radio: 107, 115, TV: 86, 98 m n.p.t.
Programy telewizji analogowej zostały wyłączone 17 czerwca 2013.
| LP | Program | Właściciel         | Częstotliwość | Kanał | Moc  |
| -- | ------- | ------------------ | ------------- | ----- | ---- |
| 1  | TV4     | Polskie Media S.A. | 575,25 MHz    | 34    | 1 kW |

| LP | Program      | Właściciel           | Częstotliwość | Moc    |
| -- | ------------ | -------------------- | ------------- | ------ |
| 1  | Radio Rekord | Radio Rekord FM S.A. | 106,20 MHz    | 0,4 kW |
| 2  | Radio Eska   | Grupa Radiowa Time   | 106,90 MHz    | 10 kW  |
| 3  | Tok FM       | Grupa Radiowa Agory  | 104,00 MHz    | 0,3 kW |

| Skład multipleksu | Częstotliwość | Kanał | Moc promieniowania nadajnika | Polaryzacja | Kompresja wizji |
| --- | ------------- | ----- | ---------------------------- | ----------- | --------------- |
| MUX 4 - TVP1 (FTA) - TVP2 (FTA) - Polsat (FTA) - TVN (FTA) - TV4 (FTA) - TV Puls (FTA) - Polsat News - TVP Seriale - Polsat Sport - Polsat Film - Comedy Central - Nickelodeon - Kino Polska - Polsat Sport Extra - Polsat News - Comedy Central Family - Polsat Café - Polsat Play - TVN Style - Muzo.fm - Polskie Radio - RMF FM - RMF Maxxx - Radio PiN - Radio Zet - Antyradio - Radio Plus - Radio Złote Przeboje - Tok FM - Radio Roxy - Eska Rock - Radio Bajka | 554 MHz       | 31    | 5 kW                         | pozioma     | MPEG-4          |

- Rybnik – ul. Podmiejska (komin Elektrowni Rybnik)

Współrzędne geograficzne: 18E31’24” 50N08’04”

Wysokość posadowienia podpory anteny: 225 m n.p.m.

Wysokość obiektu: 300 m n.p.t.

Wysokość zawieszenia systemów antenowych: TV: 265 m n.p.t.
Programy telewizji analogowej zostały wyłączone 20 maja 2013.
| LP | Program | Właściciel            | Częstotliwość | Kanał | Moc    |
| -- | ------- | --------------------- | ------------- | ----- | ------ |
| 1  | Polsat  | Telewizja Polsat S.A. | 647,25 MHz    | 43    | 100 kW |

| Skład multipleksu | Częstotliwość | Kanał | Moc promieniowania nadajnika | Polaryzacja | Kompresja wizji |
| --- | ------------- | ----- | ---------------------------- | ----------- | --------------- |
| MUX 4 - TVP1 (FTA) - TVP2 (FTA) - Polsat (FTA) - TVN (FTA) - TV4 (FTA) - TV Puls (FTA) - Polsat News - TVP Seriale - Polsat Sport - Polsat Film - Comedy Central - Nickelodeon - Kino Polska - Polsat Sport Extra - Polsat News - Comedy Central Family - Polsat Café - Polsat Play - TVN Style - Muzo.fm - Polskie Radio - RMF FM - RMF Maxxx - Radio PiN - Radio Zet - Antyradio - Radio Plus - Radio Złote Przeboje - Tok FM - Radio Roxy - Eska Rock - Radio Bajka | 658 MHz       | 44    | 5 kW                         | pozioma     | MPEG-4          |

- Rybnik – ul. Brzezińska 8A (komin ELROW)

Współrzędne geograficzne: 18E34’06” 50N05’37”

Wysokość posadowienia podpory anteny: 254 m n.p.m.

Wysokość obiektu: 42 m n.p.t.
- Sandomierz – ul. Szkolna (wieża ciśnień)

Współrzędne geograficzne: 21E44’41” 50N41’03”

Wysokość posadowienia podpory anteny: 201 m n.p.m.

Wysokość obiektu: 40 m n.p.t.

Wysokość zawieszenia systemów antenowych: TV: 40 m n.p.t.
Programy telewizji analogowej zostały wyłączone 17 czerwca 2013.
| LP | Program | Właściciel            | Częstotliwość | Kanał | Moc  |
| -- | ------- | --------------------- | ------------- | ----- | ---- |
| 1  | Polsat  | Telewizja Polsat S.A. | 631,25 MHz    | 41    | 1 kW |

- Siedlce – ul. Piłsudskiego 38 (budynek Urzędu Wojewódzkiego)

Współrzędne geograficzne: 22E16’42” 52N10’08”

Wysokość posadowienia podpory anteny: 155 m n.p.m.

Wysokość obiektu: 42 m n.p.t.

Wysokość zawieszenia systemów antenowych: Radio: 47, TV: 42 m n.p.t.
Programy telewizji analogowej zostały wyłączone 17 czerwca 2013.
| LP | Program | Właściciel            | Częstotliwość | Kanał | Moc  |
| -- | ------- | --------------------- | ------------- | ----- | ---- |
| 1  | Polsat  | Telewizja Polsat S.A. | 759,25 MHz    | 57    | 1 kW |
| 2  | TV4     | Polskie Media S.A.    | 783,25 MHz    | 60    | 1 kW |

| LP | Program    | Właściciel         | Częstotliwość | Moc    |
| -- | ---------- | ------------------ | ------------- | ------ |
| 1  | Radio Eska | Grupa Radiowa Time | 96,80 MHz     | 0,2 kW |

- Sieradz/Męcka Wola – ul. Elewatorowa 1 (elewator)

Współrzędne geograficzne: 18E48’00” 51N36’40”

Wysokość posadowienia podpory anteny: 146 m n.p.m.

Wysokość obiektu: 65 m n.p.t.

Wysokość zawieszenia systemów antenowych: 65 m n.p.t.
Programy telewizji analogowej zostały wyłączone 20 maja 2013.
| LP | Program | Właściciel            | Częstotliwość | Kanał | Moc  |
| -- | ------- | --------------------- | ------------- | ----- | ---- |
| 1  | Polsat  | Telewizja Polsat S.A. | 759,25 MHz    | 57    | 1 kW |

- Stalowa Wola – al. Jana Pawła II 25 (budynek Polimex-Mostostal)

Współrzędne geograficzne: 22E03’37” 50N34’40”

Wysokość posadowienia podpory anteny: 161 m n.p.m.

Wysokość zawieszenia systemów antenowych: 69 m n.p.t.
Programy telewizji analogowej zostały wyłączone 17 czerwca 2013.
| LP | Program | Właściciel            | Częstotliwość | Kanał | Moc    |
| -- | ------- | --------------------- | ------------- | ----- | ------ |
| 1  | Polsat  | Telewizja Polsat S.A. | 551,25 MHz    | 31    | 0,1 kW |

- Świdnica – ul. Pogodna 1 (komin Miejskiego Zakładu Energii Cieplnej)

Współrzędne geograficzne: 16E28’27” 50N51’49”

Wysokość posadowienia podpory anteny: 233 m n.p.m.

Wysokość obiektu: 120 m n.p.t.

Wysokość zawieszenia systemów antenowych: TV: 97 m n.p.t.
Programy telewizji analogowej zostały wyłączone 22 kwietnia 2013.
| LP | Program | Właściciel     | Częstotliwość | Kanał | Moc  |
| -- | ------- | -------------- | ------------- | ----- | ---- |
| 1  | TV Odra | Telewizja Odra | 615,25 MHz    | 39    | 1 kW |

- Włocławek – ul. Obrońców Wisły 1920 r. 21/25 (Dom Studenta PWSZ)

Współrzędne geograficzne: 19E05’10” 52N40’21”

Wysokość posadowienia podpory anteny: 120 m n.p.m.

Wysokość obiektu: 29 m n.p.t.

Wysokość zawieszenia systemów antenowych: TV: 29 m n.p.t.
Programy telewizji analogowej zostały wyłączone 17 czerwca 2013.
| LP | Program | Właściciel            | Częstotliwość | Kanał | Moc  |
| -- | ------- | --------------------- | ------------- | ----- | ---- |
| 1  | Polsat  | Telewizja Polsat S.A. | 783,25 MHz    | 60    | 1 kW |

- Wrocław – ul. Grunwaldzka 69 (Dom Akademicki „Kredka”)

Współrzędne geograficzne: 17E04’03” 51N06’53”

Wysokość posadowienia podpory anteny: 120 m n.p.m.

Wysokość obiektu: 85 m n.p.t.

Wysokość zawieszenia systemów antenowych: Radio: 75, TV: 84 m n.p.t.
Programy telewizji analogowej zostały wyłączone 22 kwietnia 2013.
| LP | Program | Właściciel     | Częstotliwość | Kanał | Moc    |
| -- | ------- | -------------- | ------------- | ----- | ------ |
| 1  | TV Odra | Telewizja Odra | 551,25 MHz    | 31    | 1,5 kW |

| LP | Program          | Właściciel     | Częstotliwość | Moc    |
| -- | ---------------- | -------------- | ------------- | ------ |
| 1  | Radio Planeta FM | Eurozet        | 106,90 MHz    | 0,5 kW |
| 2  | Radio PiN        | Radio PiN S.A. | 103,70 MHz    | 1 kW   |

| Skład multipleksu | Częstotliwość | Kanał | Moc promieniowania nadajnika | Polaryzacja | Kompresja wizji |
| --- | ------------- | ----- | ---------------------------- | ----------- | --------------- |
| MUX 4 - TVP1 (FTA) - TVP2 (FTA) - Polsat (FTA) - TVN (FTA) - TV4 (FTA) - TV Puls (FTA) - Polsat News - TVP Seriale - Polsat Sport - Polsat Film - Comedy Central - Nickelodeon - Kino Polska - Polsat Sport Extra - Polsat News - Comedy Central Family - Polsat Café - Polsat Play - TVN Style - Muzo.fm - Polskie Radio - RMF FM - RMF Maxxx - Radio PiN - Radio Zet - Antyradio - Radio Plus - Radio Złote Przeboje - Tok FM - Radio Roxy - Eska Rock - Radio Bajka | 658 MHz       | 44    | 5 kW                         | pozioma     | MPEG-4          |

Źródła